# Guarijio
Le guarijio (ou varihio, huarijio) est une langue amérindienne de la famille des langues uto-aztèques parlée dans l'Ouest du Chihuahua, au Mexique, dans la Sierra Madre occidentale.
Le guarijio appartient à la branche des langues uto-aztèques du Sud. Il est classé avec le tarahumara dans un groupe qui fait partie des langues taracahitiques.

## Phonologie
Les tableaux présentent les phonèmes du guarijio.

### Voyelles
|         | Antérieure | Centrale | Postérieure |
| ------- | ---------- | -------- | ----------- |
| Fermée  | i [i]      |          | u [u]       |
| Moyenne | e [e]      |          | o [o]       |
| Ouverte |            | a [a]    |             |

### Consonnes

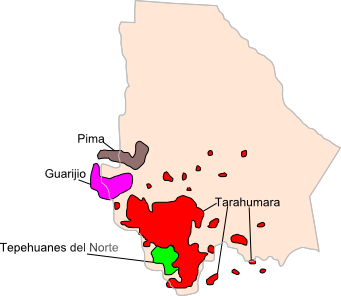
Le guarijio dans l'État de Chihuahua, en violet sur la carte

|               |               | Bilabiale | Dentale | Latérale | Palatale | Vélaire | Glottale |
| ------------- | ------------- | --------- | ------- | -------- | -------- | ------- | -------- |
| Occlusives    | Occlusives    | p [p]     | t [t]   |          |          | k [k]   | ʔ [ʔ]    |
| Fricatives    | Sourdes       |           | s [s]   |          |          |         | h [h]    |
| Fricatives    | Sonores       | b [β]     |         |          |          | g [ɣ]   |          |
| Affriquées    | Affriquées    |           |         |          | č [tʃ]   |         |          |
| Nasales       | Nasales       | m [m]     | n [n]   |          |          |         |          |
| Liquides      | Liquides      |           |         | r [r]    |          |         |          |
| Semi-voyelles | Semi-voyelles | w [w]     |         |          | y [j]    |         |          |